# El Monte
För andra betydelser, se El Monte (olika betydelser).
El Monte är en stad i den östra delen av Los Angeles County i Kalifornien i USA. Enligt United States Census Bureau är stadens totalareal 25,1 km².

## Befolkning
Vid folkräkningen år 2000 hade staden en befolkning på 115 965 personer. Dessa identifierade sig själva (enligt United States Census Bureau) som 35,67% "vita", 18,51% asiater, 39,27% "av annan ras" och 4,29% "av två eller flera raser". 72,39% definierades sig som latinamerikaner "oavsett ras".
Per capita inkomsten för El Monte var US$ 10 316. Cirka 26,1% av befolkningen levde (år 2004) under fattigdomsgränsen, jämfört med 13,1% för hela USA och 13,3% för Kalifornien.
El Montes befolkning har vuxit kraftigt de senaste decennierna:
- 1960 -  31 900
- 1970 -  70 975
- 1980 -  79 494
- 1990 - 106 209
- 2000 - 115 965
- 2004 - 122 123